# Кръстава
Кръстава̀ е село в Южна България. То се намира в община Велинград, област Пазарджик.

## География
Село Кръстава се намира в планински район, на 26 км от гр. Велинград, западно посока град Сърница и на 35 км от град Якоруда, източно селото се намира в най-западната част на област Пазарджик. Планинска местност съставена предимно от борови и смърчови гори. Идеално място за излети и любители на планината, от околностите на селото се виждат три планини - Рила, Пирин, Родопи, както и върховете Мусала, Вихрен, Голяма Сютка и Малка Сютка.

## История
Като населена местност съществува от 1790 г. Кметство е от 1979 г. До 1912 г. над селото е имало българска застава. Като село се е обособило на 24 октомври 1975 г. През 1978 г. се присъединяват и местностите Крантийте и Горица (Асанова), които сега са и махали.
След Руско-турската война и Съединението на България населението на Бабешките колиби намалява. През 1887 година Христо Попконстантинов обнародва статистика за броя на домакинствата в Бабешките колиби, в която Кръстава (Крастава) е посочено като селище с 50-60 помашки семейства.

## Културни и природни забележителности
В близост до Кръстава се намират останки от старинна крепост, наречена „Калята“ . Местните разказват легендата за пещера, пълна със злато, но прокълната.

## Религия
Хората са мюсюлмани по вероизповедание. Те са етнически българи, които изповядват исляма – българомохамедани (помаци). Техният майчин език е български, а голяма част от песните и обичаите са типични за българския фолклор.